# Putovnica Novog Zelanda
Putovnica Novog Zelanda (engleski: New Zealand passport, maorski: Uruwhenua Aotearoa) izdaje se državljanima Novog Zelanda radi međunarodnog putovanja. Putovnica služi kao dokaz novozelandskog državljanstva i identiteta. Odjel unutarnjih poslova nadležan je za izdavanje putovnica Novog Zelanda. Vrijedi pet godina. Ministarstvo unutarnjih poslova prvi je put počelo izdavati putovnica Novog Zelanda između 1948. i 1977. godine. Putovnice Novog Zelanda imale su istaknute riječi "Novozelandski državljanin i britanski podanik".

## Stranica s identifikacijskim podacima
- Sliku nositelja putovnice
- Tip („P“ za putovnicu)
- Kod države
- Serijski broj putovnice
- Prezime i ime nositelja putovnice
- Državljanstvo
- Datum rođenja (DD. MM. GGGG)
- Spol (M za muškarce ili F za žene)
- Mjesto rođenja
- Datum izdavanja (DD. MM. GGGG)
- Potpis nositelja putovnice
- Datum isteka (DD. MM. GGGG)
- Autoritet

## Jezik
Putovnice su tiskane na engleskom i maorskom jeziku, dok su prije bile ne engleskom i francuskom.

## Galerija
- Novozelandska putovnica izdana 1949.
- Biometrijske putovnice izdane od studenog 2005. do studeni 2009.

## Vanjske poveznice
- Odjel unutarnjih poslova Novog Zelanda
- Fotografije novozelandske putovnica izdane u 1949.